# Ghețarul Lambert
Ghețarul Lambert este un ghețar major în Antarctida de Est.

## Geografie
La aproximativ 100 km lățime, peste 400 km lungime, și aproximativ 2500 de metri adâncime, acesta detine recordul mondial pentru cel mai mare ghețar din lume. Acesta drenează 8% din calota de gheață din Antarctica de est și de sud a Munților Prințul Charles.

## Istoric
Acest ghețar a fost delimitat și numit în 1952 de către geograful american John H. Roscoe care a făcut un studiu detaliat a acestei zone cu ajutorul fotografiilor aeriene luate de USN Operation Highjump, 1946-47. El a dat numele de "Baker Three Glacier", folosind numele de cod al aeronavei marinei care a fotografiat zona și a echipajului care a făcut trei zboruri în această zonă de coastă în martie 1948. 
Ghețarul a fost descris în "Gazetteer" nr. 14, a numelor geografice din Antarctica (U.S. Board pe denumirile geografice, 1956), dar caracteristicile nu au apărut imediat pe hărțile publicate. Ca urmare, numele de Ghețarul Lambert, astfel cum este aplicat de ANCA în 1957 în urma cartografierii zonei de ANARE (Australian National Antarctic Research Expeditions) în 1956, a devenit numele stabilit pentru această zonă. Denumit după Bruce P. Lambert, directorul "National Mapping" în "Department of National Development" din Australia. 

## Teledetecție
Ghețarul este important în studiul schimbărilor climatice, deoarece modificările mici ale climei pot avea consecințe importante pentru gheața ghețarului. Majoritatea studiilor făcute ghețarului Lambert sunt făcute prin teledetecție din cauza condițiilor dure din zonă.